# Chyliza apicalis
Chyliza apicalis är en tvåvingeart som beskrevs av Friedrich Hermann Loew 1860. Chyliza apicalis ingår i släktet Chyliza och familjen rotflugor. Inga underarter finns listade i Catalogue of Life.